# آدینه مسجد پایین
آدینه مسجد پایین یک منطقهٔ مسکونی در ایران است که در دهستان زالیان واقع شده‌است. براساس سرشماری مرکز آمار ایران در سال ۱۳۹۵، آدینه مسجد پایین ۱۰۵ نفر جمعیت دارد.
}}
آدینه مسجد پایین یک منطقهٔ مسکونی در ایران است که در Zalian Rural District واقع شده‌است. براساس سرشماری مرکز آمار ایران در سال ۱۳۹۵، آدینه مسجد پایین ۱۰۵ نفر جمعیت دارد. لازم به ذکر است بیش از نود نفر از ساکنان این روستا دارای تحصیلات دانشگاهی می باشند به نحوی که این روستا دارای پانزده نفر با مدرک دکتری تخصصی می باشد. یکی از دلایل وجود گلخانه های مدرن در این روستا همین موضوع  تحصیلات دانشگاهی می باشد.  
مردم اين روستا از ترك زبانان مي باشند. ايمان و تدين مردم اين روستا علت نامگذاري اين روستا بوده است. ضمنا نام گذاری این روستا به آدینه مسجد ،برگزاری نماز جمعه و مراسمات مذهبی در این روستا بوده است. ضمنا نقل شده است سيد بزرگواري در اين روستا مي زيسته  كه داراي فضايل خاصي بوده است که خیلی ها همیشه به آن متوسل میشوند . مردم اين روستا در زمينه صنعت ساختمان بسيار فعال مي باشند. يكي از خانواده هاي مشهور اين روستا خاندان بزرگ و قدرتمند بدرخاني مي باشد.لازم به توضیح است که خان این روستا ندر خان بوده که پس از او بدرخان زمام امور را به دست میگیرد.پس از مرگ بدرخان از زریه او فرزندی برومند و غیور به نام مت میرزا زمام روستا رو بدست میگیرد‌.پس از او  آقا میرزا کار پدر را ادامه و زمام امور روستا را بدست گرفت.در زمان آقا میرزا مشکلات زیادی از نظر بهداشتی و اقتصادی و کشاورزی به وجود آمد که ایشان با درایت و قدرت بر مشکلات غلبه کرد .بعد از وفات آقا میرزا فرزند خلف و قدرتمند و متفکر و با غیرت او نجف قلی زمام امور روستا را برعهده گرفت . در زمان ایشان مشکلات اقتصادی و فشار حکومت پهلوی به روستا شدت گرفت ایشان یک تنه و با متحد کردن سایر روستا ای ها در مقابل حکومت پهلوی و فشار های بی رویه ایستادگی کرد. در زمان ایشان بعد از پیروزی انقلاب و وقوع جنگ تحمیلی تعدادی از مردان این روستا با هدایت ایشان به سمت جبهه های حق علیه باطل شتافتن این روستا دارای چندین جانباز جنگ تحمیلی میباشد .از نسل ایشان سه فرزند غیور پسر و یک دختر که در عرصه های گوناگون حضور داشتن به یادگار مانده است. مزار پاک و مطهر این مجاهد وطن و مرد بزرگ در بهشت زهرای تهران قطعه ۲۱۳ میباشد.